# Lilli Schwarzkopf
Lilli Schwarzkopf, nemška atletinja, * 5. junij 1961, Novopokrovka, Sovjetska zveza.
Nastopila je na poletnih olimpijskih igrah v letih 2008 in 2012, ko je osvojila srebrno medaljo v sedmeroboju, leta 2008 je bila osma. Na evropskih prvenstvih je osvojila bronasto medaljo leta 2006.